# Municipio de Walhalla (Minnesota)
El municipio de Walhalla (en inglés: Walhalla Township) es un municipio ubicado en el condado de Lake of the Woods en el estado estadounidense de Minnesota. En el año 2010 tenía una población de 131 habitantes y una densidad poblacional de 1,45 personas por km².

## Geografía
El municipio de Walhalla se encuentra ubicado en las coordenadas 48°40′22″N 94°45′10″O / 48.67278, -94.75278. Según la Oficina del Censo de los Estados Unidos, el municipio tiene una superficie total de 90.19 km², de la cual 90,15 km² corresponden a tierra firme y (0,04 %) 0,04 km² es agua.

## Demografía
Según el censo de 2010, había 131 personas residiendo en el municipio de Walhalla. La densidad de población era de 1,45 hab./km². De los 131 habitantes, el municipio de Walhalla estaba compuesto por el 98,47 % blancos, el 0,76 % eran afroamericanos y el 0,76 % eran de una mezcla de razas. Del total de la población el 0 % eran hispanos o latinos de cualquier raza.